# Carl Yastrzemski
Carl Michael Yastrzemski (* 22. August 1939 in Southampton, Long Island, New York) ist ein ehemaliger US-amerikanischer Baseballspieler in der Major League Baseball (MLB). Sein Spitzname ist Yaz.

## Biografie
Carl Yastrzemski spielte seine gesamte Karriere bei den Boston Red Sox. Sein Debüt in der American League gab er am 11. April 1961. Er ersetzte Ted Williams als Leftfielder. Im weiteren Verlauf seiner Karriere wurde er auch als First Baseman und Designated Hitter eingesetzt. Vor seiner Baseballkarriere hatte Yastrzemski die University of Notre Dame besucht.
Seine ersten beiden Jahren verliefen unspektakulär. In seiner dritten Saison 1963 führte er dann mit einem Schlagdurchschnitt von 32,1 % die American League an. Ebenso führte er in Doubles und Walks. 1967 hatte er seine beste Saison. Er gewann die Triple Crown für Schlagmänner. Mit seinem Schlagdurchschnitt von 32,6 %, 44 Home Runs und 121 RBI führte er die Liga an. Den Home-Run-Titel musste er sich mit Harmon Killebrew teilen. Bis zur Saison 2005 ist er der letzte Schlagmann, dem dies gelang. Ebenso wurde er zum MVP der American League gewählt. Zusätzlich wurde er mit der Sportler des Jahres-Auszeichnung von Associated Press geehrt.
1967 galt als das Jahr des Impossible Dreams der Boston Red Sox. 1966 hatten sie die Saison noch auf dem neunten Platz beendet und machten sich und ihren Fans keine großen Hoffnungen auf eine Verbesserung. Doch entgegen den Erwartungen konnten die Red Sox den Titel in der American League gewinnen. Yastrzemski trug maßgeblich dazu bei. In den letzten vierzehn Tagen der Saison gelangen ihm 23 Basehits in 44 Schlagauftritten mit 5 Home Runs, 14 Runs und 16 RBI. So gewannen die Red Sox die AL vor den Minnesota Twins und den Detroit Tigers. In der World Series trafen die Red Sox auf die St. Louis Cardinals. Trotz dreier Home Runs und einem Schlagdurchschnitt von 40 % von Yastrzemski unterlag Boston in sieben Spielen. Bob Gibson, der Pitcher der Cardinals, konnte alleine drei Siege in der Serie verbuchen. Ende 1967 wurde Yastrzemski von der Zeitschrift Sports Illustrated zum Sportler des Jahres gewählt.
1968 gewann Yastrzemski erneut den Schlagtitel mit einem Durchschnitt von 30,1 %, dem niedrigsten Wert, mit dem dieser Titel gewonnen wurde. Grund dafür waren die Erleichterungen, die den Werfern zugestanden worden waren. Das Jahr 1968 wurde deshalb auch The Year of the Pitcher genannt.
1975 erreichte er erneut mit seinem Team die World Series. In der American League Championship Series besiegten die Red Sox die Oakland Athletics in drei Spielen, wobei Yastrzemski einen Schlagdurchschnitt von 45,5 % verzeichnete. In der World Series waren die Cincinnati Reds der Gegner. Auch diese Serie ging über die Distanz von sieben Spielen. Yastrzemski war der letzte Schlagmann, der in dieser Serie an das Schlagmal ging. Mit seinem Flugaus sicherten sich die Reds den Titel. Auch im Entscheidungsspiel gegen die New York Yankees war Yastrzemski das letzte Aus seines Teams.
Sein letztes Spiel bestritt er am 2. Oktober 1983 im Fenway Park gegen die Cleveland Indians. Kein Spieler hatte länger beim selben Team gespielt. Mit 3308 Spielen liegt er auf dem zweiten Platz der ewigen Bestenliste. Er war der erste Spieler der 3000 Basehits und 400 Home Runs nur in der American League schaffte. 18 mal nahm er am All-Star-Spiel teil und gewann sieben Gold Glove Awards.
1989 wurde er im ersten Jahr seiner Wählbarkeit in die Baseball Hall of Fame berufen. Seit diesem Jahr wird seine Rückennummer 8 von den Red Sox nicht mehr vergeben.